# Przybysławice (powiat opatowski)
Przybysławice – wieś w Polsce położona w województwie świętokrzyskim, w powiecie opatowskim, w gminie Ożarów.
Prywatna wieś szlachecka położona była w drugiej połowie XVI wieku w powiecie sandomierskim województwa sandomierskiego. W latach 1975–1998 miejscowość należała administracyjnie do województwa tarnobrzeskiego.
Przez miejscowość przebiega droga krajowa nr 79 z Warszawy do Sandomierza i  zielony szlak rowerowy im. Witolda Gombrowicza.

## Zabytki
- Kościół parafialny pw. Przemienienia Pańskiego, wzniesiony w 1843 r., wraz z dzwonnicą, wpisane do rejestru zabytków nieruchomych (nr rej.: A.554/1-2 z 21.01.1957, z 15.04.1967 i z 16.06.1977)[8].
- Cmentarz parafialny z początku XIX w. (nr rej.: A.555/1 z 16.06.1988)[8].
- Kaplica grobowa rodziny Baczyńskich z 1898 r. (nr rej.: A.555/2 z 14.02.2013)[8].

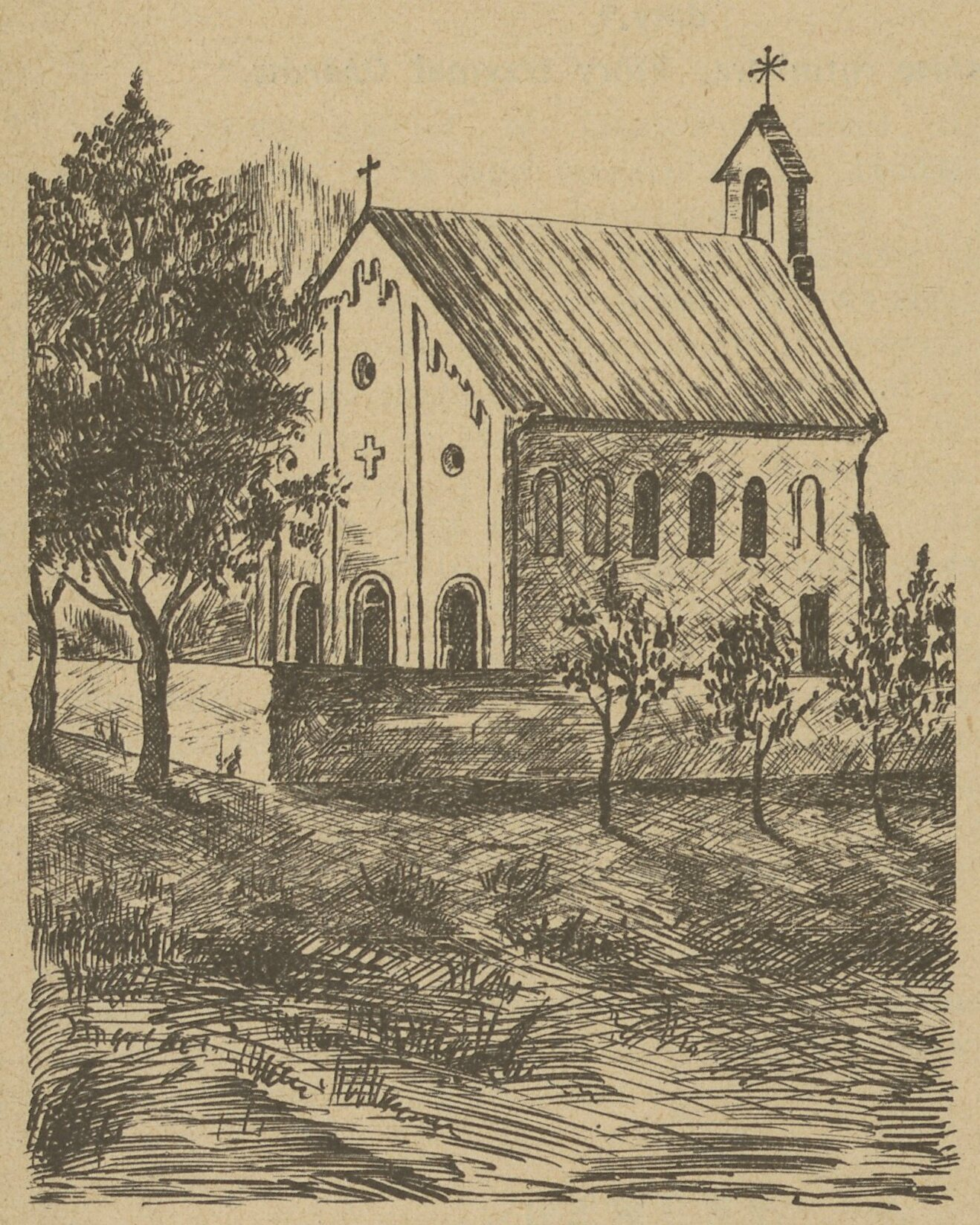
Kościół przed 1907